# 徳島県道126号半田貞光線
徳島県道126号半田貞光線（とくしまけんどう126ごう はんださだみつせん）は、徳島県美馬郡つるぎ町を通る一般県道である。

## 概要
美馬郡つるぎ町半田から美馬郡つるぎ町貞光に至る。国道192号のつるぎ町内旧道区間である。

### 路線データ
- 起点：徳島県美馬郡つるぎ町半田（国道192号交点）
- 終点：徳島県美馬郡つるぎ町貞光（江ノ脇交差点、国道192号交点）
- 総延長：5.350 km[1]

## 歴史
- 1972年（昭和47年）3月10日 - 徳島県道126号半田貞光線として認定

## 路線状況

### 重複区間
- 国道438号（美馬郡つるぎ町貞光）

### 道路施設

#### 橋梁
- 高橋（半田川、美馬郡つるぎ町）
- 貞光橋（貞光川、美馬郡つるぎ町、国道438号重複区間内）

## 地理

### 通過する自治体
- 徳島県
  - 美馬郡つるぎ町

### 交差する道路
| 交差する道路                                    | 交差する場所 | 交差する場所        |
| ----------------------------------------------- | ------------ | ------------------- |
| 国道192号                                       | 半田         | 起点                |
| 徳島県道127号美馬半田線 徳島県道256号上蓮小野線 | 半田         |                     |
| 徳島県道159号阿波半田停車場線                   | 半田         |                     |
| 徳島県道158号貞光停車場線                       | 貞光         |                     |
| 国道438号 重複区間起点                          | 貞光         |                     |
| 国道438号 重複区間終点                          | 貞光         |                     |
| 国道192号                                       | 貞光         | 江ノ脇交差点 / 終点 |

### 交差する鉄道
- 徳島線

### 沿線
- つるぎ町立半田病院
- JR四国徳島線
  - 阿波半田駅 - 貞光駅
- 徳島県立つるぎ高等学校
- つるぎ町役場
- つるぎ町立貞光中学校
- 吉野川